# Харрисон, Гай Фрейзер
Гай Фрейзер Харрисон (англ. Guy Fraser Harrison; 6 ноября 1894, Гилфорд, Суррей — 20 декабря 1986, Сан-Мигель-де-Альенде, Мексика) — американский дирижёр английского происхождения.

## Биография
Окончил Королевский колледж музыки в Лондоне как органист. В 1914—1920 годах занимал пост титулярного органиста кафедрального Собора Святой Марии и Святого Иоанна в Маниле. В 1920 году переселился в США и стал работать органистом и хормейстером епископальной церкви Святого Павла в Рочестере (штат Нью-Йорк). В 1922—1925 годах преподавал на органном и оперном отделениях Истменовской школы музыки, в 1924—1929 годах руководил оркестром оперного театра школы, затем работал вторым дирижёром в Рочестерском филармоническом оркестре.
В 1951—1972 годах возглавлял Симфонический оркестр Оклахома-Сити, получив известность как пропагандист и популяризатор современной американской музыки. В 1959 году был удостоен степени почётного доктора Университета Оклахома-Сити. В 1962 году Харрисону была присуждена высшая для американских дирижёров награда — Премия Дитсона. В 1973 году он был введён в Зал славы штата Оклахома. Имя Харрисона носит учреждённая в 1977 году в Оклахоме Академия исполнительского искусства — зонтичная организация для различных молодёжных музыкальных коллективов.